# 四老沟铁桥
四老沟铁桥，位于中华人民共和国大同市云冈区口泉乡四老沟村东的小南沟，1939年由侵华日军修建，2011年10月24日列入第三批大同市文物保护单位。这座铁路桥平行于现今使用的大同至王村的铁路，自东北走向西南，由文物普查者在2009年底发现。铁桥现距地面高5.2米，现存部分长31.4米，有3个钢筋混凝土桥墩，其断面呈椭圆形。桥上架有钢梁，铺有单轨铁路，日军当时利用此铁路外运煤炭。1949年后，这段铁路仍被用于煤炭运输。1960年（一说1970年 ）后，这段铁路被废弃，但原结构基本保留了下来，被视为日军掠夺煤炭资源的罪证，具有文物价值。